# Impro-Visor
 (novembre 2015).
Si vous disposez d'ouvrages ou d'articles de référence ou si vous connaissez des sites web de qualité traitant du thème abordé ici, merci de compléter l'article en donnant les références utiles à sa vérifiabilité et en les liant à la section « Notes et références ».
Impro-Visor est un logiciel pédagogique d'aide à la création et au jeu d'une partition, spécialisé dans la représentation de solos. Initialement conçu pour le jazz, son utilisation est adaptée à tous les autres styles de musique. Il est programmé en Java et donc utilisable sur la plupart des systèmes informatiques.

## Présentation
Le principe d'Impro-Visor (contraction, en anglais, de improvisation advisor) est de fournir un outil pour aider les musiciens à construire des solos à partir d'une grille d'accords.
L'outil est gratuit.
Il comprend une base de données harmoniques (enrichie en permanence par toute une communauté sur Yahoo) pour la création, l'enregistrement et l'utilisation de motifs musicaux de quelque longueur ou complexité que ce soit, ainsi que la capacité de générer des motifs musicaux basés sur des grammaires (c'est-à-dire des règles musicales choisies) modifiables par l'utilisateur. Des nouvelles grammaires sont créées par l'utilisateur ou distribuées gratuitement par d'autres utilisateurs.
À partir d'une ligne mélodique (qu'on écrit par exemple dans l'éditeur ou qu'on joue au clavier ou qu'on importe depuis un fichier), Impro-Visor peut créer un accompagnement automatique dans de nombreux styles. Il permet aussi de choisir un style à volonté dans la liste de styles, déclenchant les modifications nécessaires à la ligne mélodique pour qu'elle applique le style choisi.
Le logiciel possède aussi une fonction d'apprentissage de style (à partir d'événements MIDI) permettant à l'utilisateur de développer un style personnel ou de travailler sur le style d'un musicien de son choix dont on aura importé une partition MIDI.
Les partitions créées peuvent être exportées au format MIDI mais aussi au format MusicXML, reconnu par la quasi-totalité des logiciels d'édition de partitions musicales (Finale, Sibelius, Pizzicato, Harmony Assistant, Guitar Pro, Capella, PriMus, MuseScore, LilyPond...) et des séquenceurs et DAW (Cubase, Logic Pro, Cakewalk Sonar, Rosegarden...).
Les accompagnements et accords produits par Impro-Visor sont polyphoniques, par définition, mais les solos produits et la ligne mélodique restent monophoniques. Il ne s'agit donc pas d'un outil de production musicale généraliste dans le genre de (en) Band-in-a-Box, mais d'un outil spécialisé dans la génération de solos et d'improvisations.
Impro-Visor peut importer les fichiers d'accords (mais pas les mélodies) depuis Band-in-a-Box via un utilitaire de conversion. En revanche, il n'y a aucune possibilité d'exportation directe vers Band-in-a-Box (dont le format de fichier est un format propriétaire), mis à part sous forme de fichier MIDI ou MusicXML.
Impro-Visor est un logiciel de création de mélodies ou d'improvisations à partir des connaissances musicales de l'utilisateur (quel que soit son niveau), assisté d'outils de validation d'harmonie et de génération de lignes de solos, et non comme un logiciel de reprise d'éléments disparates créés par d'autres programmes. C'est un outil fait pour composer, d'où le fait qu'il ne soit pas conçu pour importer des mélodies. Il existe toutefois un utilitaire développé par le projet MuseScore qui permet de convertir n'importe quel fichier au format MusicXML dans le format des fichiers de travail d'Impro-Visor. Cela permet en particulier d'importer dans Impro-Visor des lead sheets après leur conversion dans ce format.

## Utilisation
L'utilisation d'Impro-Visor se veut très simple : l'utilisateur entre des suites d'accords par leur nom au-dessus de la portée vide ou en les choisissant dans un tableau qui assiste le débutant, ou il les importe d'un fichier de lead sheets et le logiciel propose des exemples respectant les règles d'harmonie, aidant l'utilisateur à faire le reste (mélodies de solo ou improvisations) en retouchant directement l'exemple proposé sur les portées de la page.
Au-delà de la création de progressions d'accords, de développement de lignes mélodiques et de génération de solos d'improvisation, Impro-Visor peut servir à l'enseignement de l'harmonie musicale. Il permet ainsi :
- de créer, à partir des accords entrés, des exemples de partitions d'accompagnement entières respectant les règles de l'harmonie musicale (et sur lesquels on pourra improviser ou même écrire une mélodie personnelle complète) ;
- de générer de courtes mélodies simples ou complexes (au choix), d'une cinquantaine de mesures environ, afin de stimuler l'inspiration du musicien-compositeur, voire d'élargir sa pratique des différents styles musicaux en choisissant de générer la mélodie sur un style qu'il ne connaît pas ou qu'il désire approfondir ;
- de permettre au musicien débutant ou amateur d'apprendre de manière vivante l'apprentissage et la pratique du solfège et des règles de l'harmonie musicale, tous styles confondus (y compris le classique, les genres de rock, etc.) ;
- de permettre de travailler collectivement en classe de musique sur des exercices de maîtrise de l'harmonie ou des exercices d'improvisation ou de composition sur un thème (ou un mode ou un style) imposé par le professeur.

Impro-Visor gère aussi la création et la sauvegarde de licks (variations de riffs).
La plupart des connaissances musicales, y compris la génération de motifs musicaux, les bases de données, les partitions, les styles, et d'autres informations, sont représentées sous forme de fichiers texte directement lisibles et modifiables par l'utilisateur (sous réserve de connaître leur syntaxe).
Les partitions créées peuvent être jouées dans le logiciel. Impro-Visor utilise soit la banque General MIDI habituelle, soit toute autre soundfont GM de son choix (comme Gervill, livrée avec le logiciel).
Impro-Visor fonctionne avec Java.
L'auteur du logiciel, Bob Keller, est musicien de jazz et professeur de musique au Harvey Mudd College (sur le campus de l'Université de Claremont).